# 31 Leonis
31 Leonis (A Leonis) é uma estrela na direção da Leo. Possui uma ascensão reta de 10h 07m 54.32s e uma declinação de +09° 59′ 51.6″. Sua magnitude aparente é igual a 4.39. Considerando sua distância de 274 anos-luz em relação à Terra, sua magnitude absoluta é igual a −0.23. Pertence à classe espectral K4III.